# Nonadecaan
Nonadecaan is een verzadigde organische verbinding met als brutoformule C19H40. De stof komt voor als een wit kristallijn poeder, dat door hydrofobe eigenschappen onoplosbaar is in water. Het is wel goed oplosbaar in de meeste organische oplosmiddelen, zoals benzeen, di-ethylether, ethanol, aceton en tolueen. De verbinding kent 148.284 structuurisomeren.
Nonadecaan reageert met oxiderende verbindingen.